# Ehretia psilosiphon
Ehretia psilosiphon là loài thực vật có hoa trong họ Ehretiaceae. Loài này được R.R.Mill mô tả khoa học đầu tiên năm 1996.